# ایست بروکلین (کنتیکت)
ایست بروکلین (به انگلیسی: East Brooklyn) یک شهر در ایالات متحده آمریکا است که در Brooklyn واقع شده‌است. ایست بروکلین ۴٫۳ کیلومتر مربع مساحت و ۱٬۴۷۳ نفر جمعیت دارد و ۸۴ متر بالاتر از سطح دریا واقع شده‌است.